# 出水芙蓉 (2010年電影)
《出水芙蓉》是英皇電影出品的一部香港喜劇片，由劉鎮偉執導，鍾欣潼、方力申、黃聖依領銜主演。本片於2007年6月13日在香港正式開機，8月殺青。原定於2008年暑期檔上映，然而因為主演鍾欣桐在2008年初捲入“陳冠希裸照事件”，導致演藝事業停擺，該片亦被雪藏。直到兩年後的2010年，影片才終於解禁通過審查，並於同年7月6日在中國大陸上映（因此本片取代了2009年上映的《天水圍的夜與霧》成為羅慧娟的電影遺作）。
影片在中國大陸首週三天收穫470萬元，最終票房為746萬元人民幣。本片獲選韓國富川奇幻電影節觀摩影片以及上海電影節參展片。根據《電影檢查條例》，本片被列為兒童不宜（IIA）。
本片為演員羅慧娟生前的最後一部電影演出。

## 概要
|                            | 愛情的力量有多大？ 真愛可以征服多少人？ 求愛大告白，勇氣最真心 |
| ——《出水芙蓉》台灣宣傳海報 |                                                                |

## 故事介紹
來自香港長洲島的平凡妹羅嬌，為了向情敵報仇，決定參加「400接力游泳賽」，只求爭回面子、贏得勝利。不擇手段的阿嬌將游泳巨星「飛魚王子」郭志遠綁架到長洲充當私人教練。面對羅嬌以及好友阿玉，郭志遠只想逃離，卻總被以不可思議的手段抓回！日以繼夜的地獄式訓練，讓羅嬌信心變強，也讓郭志遠對她動了心，而長洲這個純樸小鎮亦逐漸改變郭志遠看待人事的觀念。直到有一天晚上郭志遠在單車上突然抱著羅嬌，兩人的一生一世卻也從此改變…。 
於此同時，郭志遠的恐怖經紀人展開地毯式搜尋，「飛魚王子」是否會重回充滿虛榮的都市生活？羅嬌等人又能否得到冠軍？ 

## 演員表

### 領銜主演
| 演員   | 角色   | 角色介紹 |
| 鍾欣潼 | 羅 嬌  | 父母英勇救人遇難後，由長洲街坊養大，深得鄰里疼惜。失戀後，她發現自己擁有超能力，在找情敵報仇之際，誤打誤撞報名參加「出水芙蓉游泳比賽」，繼而綁架游泳明星郭志遠，強迫對方訓練自己，希望勝出比賽，令情敵沒面，男友回心轉意。<芙蓉隊成員之一> |
| 方力申 | 郭志遠 | 被稱為「亞洲飛魚」，泳術了得，但為人虛偽，常與經理人在外人面前做戲，答應訓練羅嬌參賽，只為博取宣傳。他在長洲一邊被羅嬌瘋狂糟質，一邊被街坊的真誠和熱情打動，逐漸明白人生不止追名逐利。與羅嬌的一秒鐘浪漫，改變了一生。                     |
| 黃聖依 | 阿 玉  | 神經質、運動細胞近乎零的林黛玉式人物。因為母親早亡，迷信家族中了咒語，認定自己亦身患重病，不久於人世，所以長年口罩look，氣弱游絲純屬心理作用。她與羅嬌自小是好姐妹，卻因為對郭志遠產生情愫，翻出對羅嬌積壓多年的不滿。<芙蓉隊成員之一>     |

### 主演
| 演員   | 角色     | 角色介紹 |
| 田亮   | 水上觀音 | 一位具有非凡的能力，堪稱一位精神領袖的「神秘大人物」，用了一套「大海無量」的理論，在關鍵時刻帶領阿嬌走出心魔。 |
| 茜利妹 | 大 花    | 羅嬌的好姐妹之一 <芙蓉隊成員之一>                                                                              |
| 朱薰   | 小 花    | 羅嬌的好姐妹之一，大花的妹妹。                                                                                 |

### 特別演出
| 演員   | 角色  | 角色介紹 |
| 馮德倫 | 阿 霞 | 自從父親意外過世，變成隱蔽青年，但傻又不太傻，經常以女裝打扮，不肯以真面目見人。他代表新一代玩世不恭的人生態度，想愛又不敢愛，永遠旁敲側擊。但心扉一旦打開，又會變身沙膽王，以(手羅)命的索女造型，仗義替老友出賽。<芙蓉隊成員之一> |

### 其他演員
| 演員   | 角色   | 角色介紹                       |
| 周秀娜 | Brenda | 香港美人魚之稱，魔鬼隊成員之一 |
| 雨僑   | Amy    | 魔鬼隊成員之一                 |
| 馬閱   |        | 魔鬼隊成員之一                 |
| 穆文婷 |        | 魔鬼隊成員之一                 |
| 唐詩詠 | Helen  | 郭志遠女友，最後和阿昌有一腿。 |
| 雷宇揚 | 阿 昌  | 郭志遠經紀人                   |
| 龍婆   | 大龍婆 | <芙蓉隊成員之一>               |
| 羅慧娟 | 馮師奶 | 大肚婆                         |
| 孫祖楊 | 浪 四  |                                |

## 歌曲
- 主題曲：
  - 〈一生一世〉 - 鍾欣潼、方力申

（填詞：林夕、作曲/編曲/監製：伍樂城）

## 演職人員
- 出品人：楊受成（Albert Yeung）
- 導演：劉鎮偉（Jeffrey Lau）
- 攝影：敖志君（Peter Ngor）
- 剪輯：林安兒（Angie Lam）
- 領銜主演：鍾欣潼（Gillian Chung）、方力申（Alex Fong）、黃聖依（Eva Huang）
- 其他演員：朱薰（Josephine Ng）、馮德倫（Stephen Fung）、田亮（Tian Liang）、周秀娜（Chrissie Chau）
- 美術總監：余家安

## 獎項
- 「2010中國華鼎電影盛典」：華語喜劇電影最佳演員 （鍾欣潼）〈一生一世〉

## 外部連結
- 《出水芙蓉》的新浪微博
- 《出水芙蓉》的Facebook專頁
- Yahoo奇摩電影上《出水芙蓉》的資料（繁體中文）
- MSN娛樂上《出水芙蓉》的資料（繁體中文）

- 開眼電影網上《出水芙蓉》的資料（繁體中文）
- 豆瓣电影上《出水芙蓉》的資料 （简体中文）
- 时光网上《出水芙蓉》的資料（简体中文）
- 爛番茄上《出水芙蓉》的資料（英文）
- 香港影庫上《出水芙蓉》的資料（繁體中文）
- 互联网电影数据库（IMDb）上《出水芙蓉》的资料（英文）